# Wilton Gaynair
Wilton „Bogey“ Gaynair (* 11. Januar 1927 in Kingston; † 13. Februar 1995 in Köln) war ein jamaikanischer Jazzmusiker, dessen Hauptinstrument das Tenorsaxophon war. 

## Leben und Wirken
Gaynair wurde auf der Alpha Boys School in Kingston ausgebildet, wo Joe Harriott, Harold McNair und Don Drummond seine Mitschüler waren. Er spielte in den Clubs von Kingston als Sideman vor Besuchern wie George Shearing und Carmen McRae, bevor er nach Europa auswanderte, zunächst nach London. In Deutschland fand er die meiste Arbeit und ließ sich im Rheinland nieder. Er spielte zunächst im Quintett von George Maycock. Seit 1964 war er langjähriges Mitglied im Orchester von Kurt Edelhagen, mit dem er auch aufnahm. Dann war er bei Peter Herbolzheimer tätig.
Als Bandleader nahm er während Aufenthalten in England seine ersten Platten 1959 (Blue Bogey) und 1960 (Africa Calling, u. a. mit Shake Keane und Jeff Clyne) auf. Mit der Rockjazz-Gruppe Third Eye folgte 1977 eine LP; mit dem dabei beteiligten Ali Haurand sowie mit Allan Botschinsky und Rob van den Broeck entstand 1982 noch ein Album unter seinem Namen, Alpharian. 
Gaynair spielte auch mit Gil Evans, Freddie Hubbard, Shirley Bassey, Manhattan Transfer, Bob Brookmeyer und Mel Lewis; weiter ist er auf Alben von Charly Antolini, Francis Coppieters, Greetje Kauffeld, Rick Kiefer, Horace Parlan (One for Wilton), Fatty George und Alan Skidmore zu hören. Zudem war er als Studiomusiker aktiv. Ein Schlaganfall, den er im September 1983 während eines Konzertes erlitt, führte dazu, dass er nicht mehr als Saxophonist arbeiten konnte.
Sein Sohn Gregory Gaynair ist als Pianist aktiv.

## Lexikalische Einträge
- Jürgen Wölfer: Jazz in Deutschland. Das Lexikon. Alle Musiker und Plattenfirmen von 1920 bis heute. Hannibal, Höfen 2008, ISBN 978-3-85445-274-4.